# موتور پتی محمد شهلی بر
موتور پتی محمد شهلی بر یک منطقهٔ مسکونی در ایران است که در دهستان بزمان واقع شده‌است.